# Gnatholonche angularis
Gnatholonche angularis är en urinsektsart som först beskrevs av John Tenison Salmon 1944.  Gnatholonche angularis ingår i släktet Gnatholonche och familjen Neanuridae. Inga underarter finns listade i Catalogue of Life.